# Scultura ionica

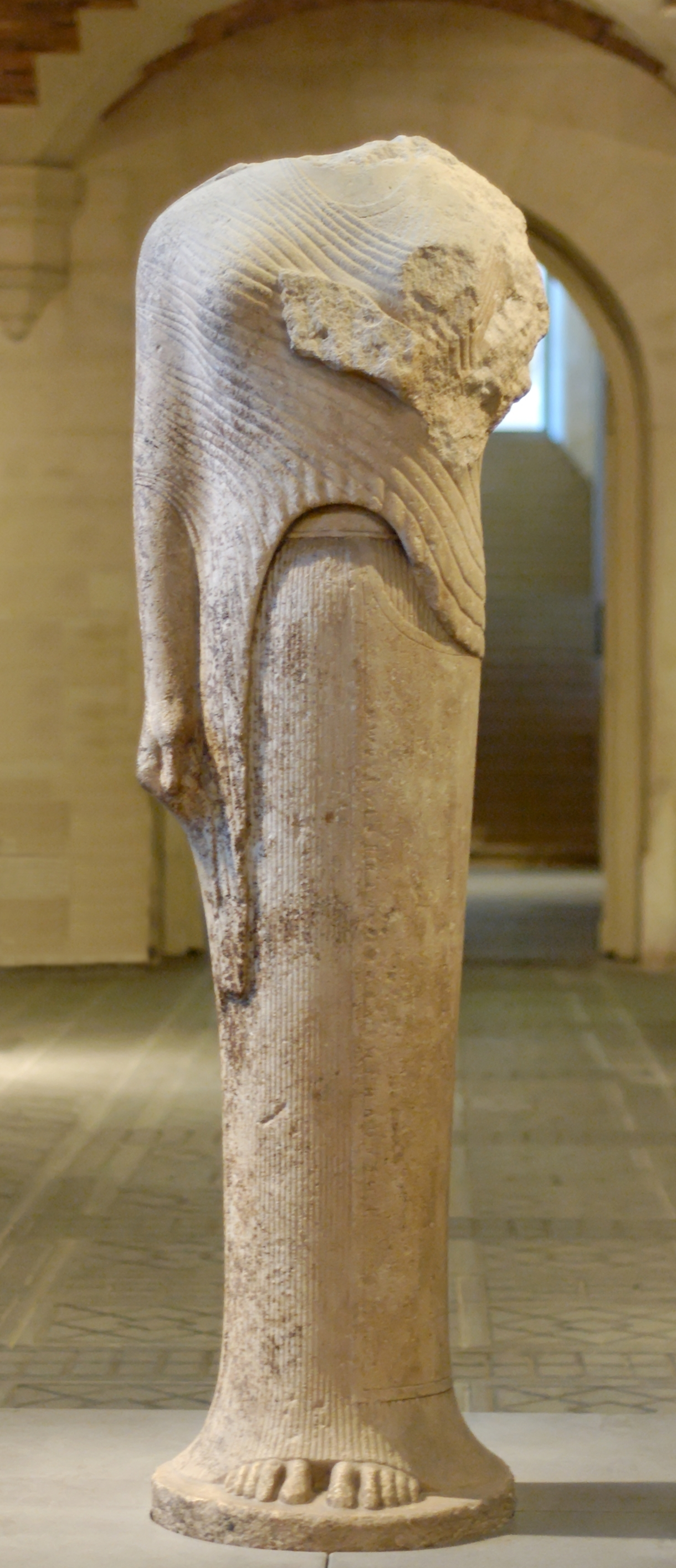
L'Hera di Samo

La scultura ionica è una delle correnti regionali della scultura greca arcaica, che si affermò nella zona microasiatica e in diverse isole greche, come Samo, a partire dal VII secolo a.C. Alla luce delle opere che frequentemente vengono ricondotte a questa corrente occorre distinguere tra lo stile ionico di ambiente samio (orientale) e quello di ambiente cicladico. Le altre due correnti principali del periodo sono quella dorica e quella attica.

## Contesto storico
Come nel resto della Grecia anche nella Ionia il VII secolo a.C. è il tempo della supremazia delle grandi famiglie, in quest'area arricchite commercialmente e artisticamente grazie ai rapporti col mondo orientale e specialmente col regno di Lidia, paese dell'oro e dell'elettro che servirono a fondere le prime monete.
A Mileto in questo periodo nacque con Talete la filosofia occidentale intesa come ricerca razionale. Prima della metà del VI secolo a.C. Creso riuscì a estendere la sua dominazione sulle metropoli greche della costa anatolica; regnò dal 561 al 546 a.C. subendo, come accadrà anche ai Romani, il fascino dei vinti: aiutò economicamente Efeso nella costruzione del Tempio di Artemide pagando le colonne decorate nella parte inferiore, almeno tre di queste colonne recano iscrizioni che identificano Creso come offerente. La fine del regno di Creso (sottomesso dal regno di Ciro II di Persia) coincide con la fine dell'"epoca d'oro" della Ionia.

## Caratteristiche
Nella statuaria si vede una comunanza con lo stile dorico nel modo di scomporre la figura nei quattro piani essenziali, ossia il prospetto, il dorso e i due profili La scultura ionica si differenzia dalla dorica nel ricomporre le vedute in maniera circolare, stondando tutti gli spigoli ottenuti dall'incontro dei diversi piani, girando intorno alla figura, creando una struttura cilindrica, cosa che invece non accade nello stile dorico, dove le figure rimangono squadrate e spigolose in corrispondenza del punto d'incontro dei piani essenziali. Nella finitura delle teste e dei volti si assiste a uno stondamento, calotta cranica curvilinea e volti ovali su cui si dispongono gli occhi in maniera obliqua e curvatura degli estremi delle labbra nota come "sorriso arcaico".
Obliquità degli occhi e "sorriso arcaico" sono stati interpretati come intenzione dello scultore di dare espressività al volto, ma più recenti correnti di estetica e archeologia ritengono che la mancanza della reale organicità di struttura della terza dimensione e dello scorcio, l'impossibilità di far girare nella terza dimensione l'angolo esterno proprio a causa della costruzione dell'immagine per vedute parallele, porta alla disposizione dell'asse maggiore dell'occhio e della bocca su una linea obliqua del piano.
Tutto il VI secolo a.C. sarà influenzato da questi elementi che hanno il loro culmine nelle kòrai dell'Acropoli.

## Opere di riferimento

### Gruppo di Cheramyes
Al secondo quarto del VI secolo a.C. appartengono due gruppi paratattici in marmo, il primo dei quali, il Gruppo di Cheramyes, del quale fa parte la cosiddetta Hera di Samo ci è giunto smembrato ed è stato riconosciuto come gruppo solo in seguito al ritrovamento della base e sulla scorta di un gruppo più recente (appartenente al 560-550 a.C.), conosciuto come Gruppo di Geneleos. L'Hera di Samo è una delle sculture più celebri di questo periodo: la figura femminile ha un abito dalle pieghe ritmate, con un braccio steso e uno portato al seno, dove forse reggeva un melograno. La forma è compatta, ingentilita dalla raffinata linea di contorno.

### Gruppo di Geneleos

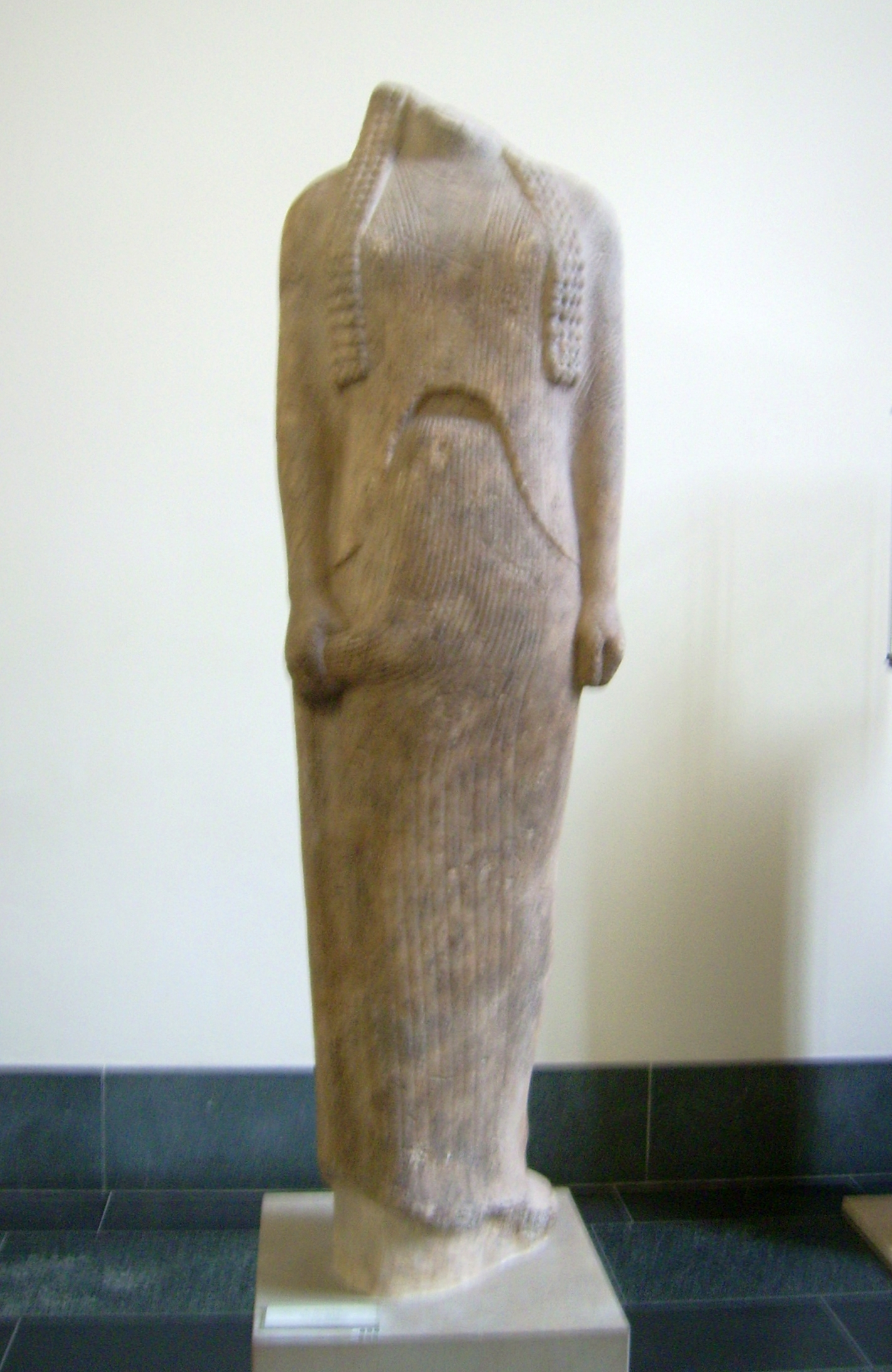
Ornithe del Gruppo di Geneleos, marmo, h 168 cm, Berlino, Pergamonmuseum SK 1739

Il Gruppo di Geneleos era originariamente costituito da sei figure, una donna seduta, un kouros, tre korai e una donna semisdraiata, su una base di 6 m di lunghezza posta lungo la Via Sacra che porta al santuario di Hera a Samo. All'estremità sinistra della base si trovava una statua assisa (h 87 cm, Samo, Museo archeologico) il cui nome, Phileia, si legge in un'iscrizione sulla gamba sinistra del trono; testa e parte superiore del corpo sono perdute, ma la parte inferiore rivela che la statua indossava un chitone e un mantello e su quest'ultimo si trova l'iscrizione che rivela il nome dell'artista: Geneleos. Philippe (h 159 cm, Samo, Museo archeologico), una delle tre korai, indossa un lungo chitone, le mani sono prive di attributi e la destra stringe un lembo della veste, i capelli acconciati con fili di perle formano una massa tagliata orizzontalmente sul dorso; il suo nome è iscritto sulla parte destra della veste. La figura semigiacente (h 70 cm, Samo, Museo archeologico) ha un corpo pesante, imponente ed è sicuramente un personaggio non giovane e di una certa importanza; Charbonneaux (che insieme con Bianchi Bandinelli la considera indubitabilmente una figura femminile) ritiene che la disposizione delle figure nel gruppo possa indicare la sopravvivenza del matriarcato asiatico il quale si esprimerebbe nella posizione e nell'atteggiamento dominante delle due donne agli estremi della base, soprattutto quella sdraiata, madre, capofamiglia e sacerdotessa: sicuramente l'offerente, come indica l'iscrizione che riporta. A Berlino è conservata Ornithe il cui nome compare su una piega della veste sotto la mano destra; molto simile alla sua compagna del Museo di Samo ha un'acconciatura che le lascia ricadere lunghe trecce sul davanti del busto. Rispetto ai loro prototipi, ovvero le statue dedicate da Cheramyes, queste figure giovanili sono molto più vicine alle korai dell'acropoli di Atene (sullo sviluppo delle quali hanno sicuramente inciso), ma ancora s'intravede il rigore verticale della struttura che è caratteristica dello stile ionico insieme con la vibrazione delle superfici (vedi il Leone di Mileto n. inv. 1790 all'Antikenmuseen di Berlino) e che si riconosce fin dalla piccola e più antica statuetta in avorio di Efeso (h 10 cm, 570 a.C., Museo di Istanbul). Quanto ai volti, sia per le figure scolpite da Geneleos sia per quelle dedicate da Cheramyes, non ci si allontana probabilmente troppo dal vero se li si immagina simili a quelli di quest'ultima citata statuetta votiva o a quelli dei busti a rilievo che decoravano le colonne del tempio arcaico di Apollo a Didima (terzo quarto del VI secolo a.C., Antikenmuseen di Berlino).

### Rilievi di Efeso e Didima

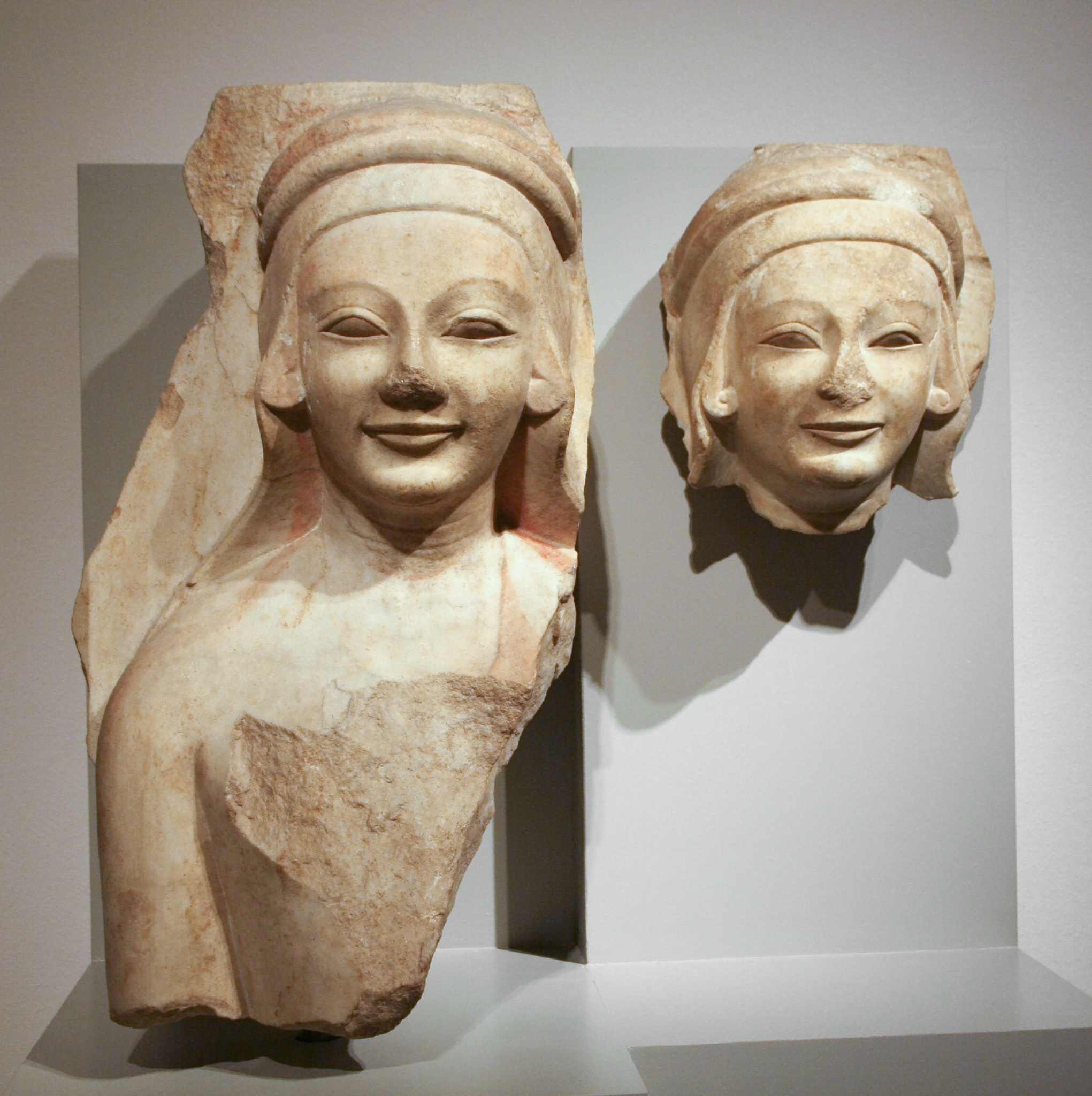
Busti femminili ad altorilievo, frammenti provenienti dalle colonne decorate del tempio di Apollo a Didima, 550-525 a.C., Berlin, Antikensammlung SK 1721 e 1748

Del distrutto Artemision di Efeso restano frammenti della decorazione delle colonne (metà del VI secolo a.C.) recanti, tra l'altro, le iscrizioni che legano questo edificio al nome di Creso re di Lidia. Dai frammenti emerge un fregio articolato con figure di donne, guerrieri e cavalli, in particolare la tipologia dei panneggi sembra essere innovativa a questa data e formare una sorta di canone stilistico per circa due generazioni. Di poco posteriore è il tempio di Apollo a Didima, presso Mileto, costruito sul modello del precedente. I frammenti delle colonne scolpite hanno restituito figure femminili stanti e frontali, emergenti dal fondo ad altorilievo secondo un principio di ritmica ripetizione.

### Scultura cicladica

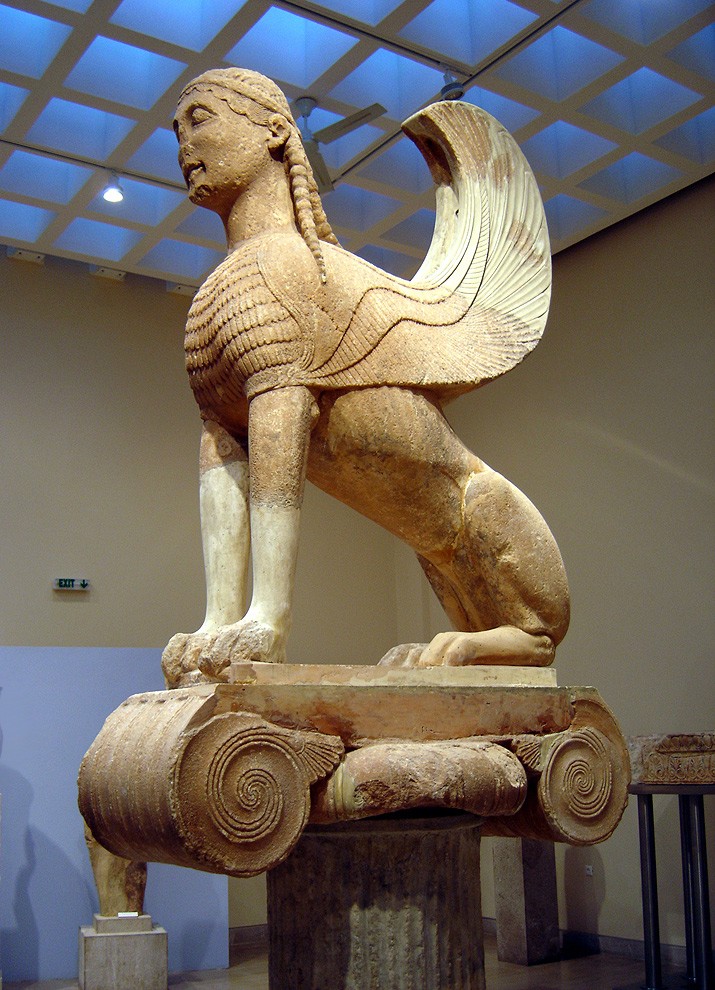
La Sfinge dei Nassi, h 232 cm, 570 a.C., Museo di Delfi 380, 1050.

La Sfinge dei Nassi si erge su un'alta colonna con capitello ionico, presenta i caratteri decorativi arcaici nel disegno delle piume sul petto e sulle ali, caratteri che suppliscono allo scarso senso plastico tipico della produzione scultorea nesiotica dai tempi della Kore di Nikandre e ancora evidente nella Sfinge di Mariemont (h 24 cm, 540 a.C., Mariemont). Sul versante dei kouroi si veda il Kouros di Melos, anche questo datato al 540 a.C.: alla verticalità della struttura si aggiungono la piattezza del torace, il modellato scarsamente aggettante e privo di stilemi decorativi, la delicatezza dei tratti. Rispetto ai precedenti dorici come Kleobis e Biton di Delfi presenta una maggiore agilità e una definizione anatomica più sottile.